# Non credo agli alibi (raccolta)
Non credo agli alibi (titolo originale Curtains for Three) è un volume di Rex Stout che raccoglie tre romanzi brevi con protagonista Nero Wolfe, e pubblicato per la prima volta negli Stati Uniti nel 1951 presso Viking Press.

## Contenuto
- Non credo agli alibi (1948)
- Nella gola del morto (1949)
- Mascherato per uccidere (1950)